# Nenad Đorđević
Nenad Đorđević (Servisch: Ненад Ђорђевић) (Paraćin, 7 augustus 1979) is een voormalig Servische voetballer.

## Carrière
Nenad Đorđević speelde tussen 1999 en 2012 voor FK Obilić, FK Partizan, JEF United Ichihara Chiba en Krylja Sovetov Samara. Hij tekende in 2012 bij Kalmar FF. Daar bleef hij tot en met het seizoen 2015 spelen. Daarna bouwde hij een seizoen af bij IFK Berga.

## Servisch voetbalelftal
Nenad Đorđević debuteerde in 2002 in het nationaal elftal van Servië en Montenegro en speelde 17 interlands, waarin hij 1 keer scoorde.

## Trainerscarrière
Na zijn carrière ging Đorđević aan de slag als jeugdtrainer bij Kalmar FF. Daar begon hij met het trainen van de Onder 16.